# Mac Carruth
MacMillan „Mac“ Carruth (* 25. März 1992 in Salt Lake City, Utah) ist ein US-amerikanischer Eishockeytorwart, der seit 2024 bei den Cardiff Devils unter Vertrag steht.

## Karriere

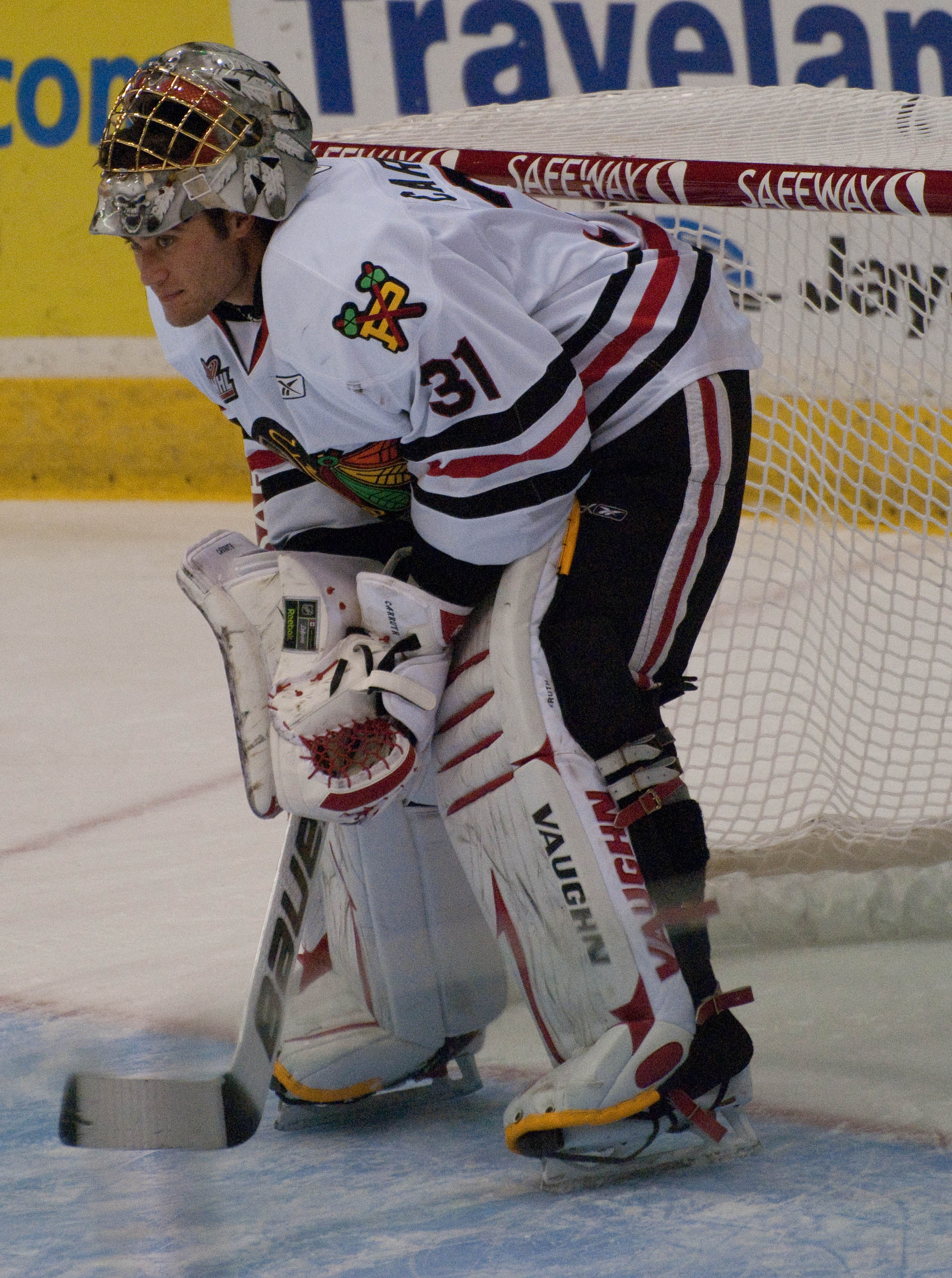
Mac Carruth im Trikot der Portland Winterhawks (2010)

Carruth wurde 2010 von den Chicago Blackhawks gedraftet, während er für die Portland Winterhawks in der Western Hockey League auflief und zu deren ersten Torwart avancierte. Am 24. Mai 2012 unterzeichnete er einen Dreijahresvertrag bei der Organisation, der mit 750.000 $ pro Jahr dotiert war. Er blieb zunächst dennoch bei den Winterhawks und wurde aufgrund seiner Leistungen sogar ins WHL-All-Star-Team des Jahres 2013 gewählt. Während seiner Zeit mit dem Club brach er auch diverse Franchise-Rekorde und gewann auch die WHL-Meisterschaft 2013.
Ab der Saison 2013/14 spielte er in den Farmteams der Blackhawks in ECHL und AHL. In der Folgesaison wurde er unter anderem zum ECHL-Torhüter des Monats Januar gewählt, schaffte aber dennoch keinen dauerhaften Sprung in eine höhere Liga. Nach Ablauf seines Vertrags mit den Blackhawks konnte zunächst keine Vereinbarung für eine Verlängerung getroffen werden. Er blieb jedoch in der Organisation und unterzeichnete einen Einjahresvertrag mit deren Farmteam Rockford IceHogs aus der AHL, wo er gute Leistungen zeigte. Im Februar 2016 einigte er sich mit den Blackhawks auf einen weiteren Vertrag, der im Juni nochmals verlängert wurde, spielte jedoch nie für das NHL-Team. Carruth konnte jedoch an die gute Vorsaison nicht anknüpfen und verließ die Organisation im Jahr 2017 als Free Agent. Im September bestritt er ein Tryout bei den Providence Bruins, das jedoch zu keinem Vertrag führte.
Im Oktober 2017 unterzeichnete Carruth einen Einjahresvertrag bei Fehérvár AV19 aus der multinationalen Erste Bank Eishockeyliga, wo er die Nachfolge von Mark Visentin antrat. Zwischenzeitlich wurde sein Vertrag um eine Saison verlängert.
Zwischen Juli 2019 und April 2021 stand Carruth bei den Lausitzer Füchsen in der DEL2 unter Vertrag.
Seit Sommer 2024 steht er bei den walisischen Cardiff Devils unter Vertrag, mit denen er im Januar 2025 den IIHF Continental Cup gewann.

## Erfolge und Auszeichnungen
- 2013 WHL West First All-Star Team
- 2013 Ed-Chynoweth-Cup-Gewinn mit den Portland Winterhawks
- 2025 IIHF Continental Cup mit den Cardiff Devils

## Karrierestatistik
(Legende zur Torhüterstatistik: GP oder Sp = Spiele insgesamt; W oder S = Siege; L oder N = Niederlagen; T oder U oder OT = Unentschieden oder Overtime- bzw. Shootout-Niederlage; Min. = Minuten; SOG oder SaT = Schüsse aufs Tor; GA oder GT = Gegentore; SO = Shutouts; GAA oder GTS = Gegentorschnitt; Sv% oder SVS% = Fangquote; EN = Empty Net Goal; 1 Play-downs/Relegation; Kursiv: Statistik nicht vollständig)